# Баттал, Фанзаман
Фанзаман Баттал (тат. Фәнзаман Баттал), настоящее имя ─ Фанзаман Саитбатталович Саитбатталов (тат. Фәнзаман Сәетбаттал улы Сәетбатталов; 16 февраля 1939, Урусово, Татарская АССР — 4 августа 2015, Казань) — татарский писатель-сатирик. 

## Биография
Родился 16 февраля 1939 года в деревне Урусово Мензелинского района Республики Татарстан. Его отец, будучи духовным лицом и зажиточным крестьянином, в годы коллективизации несколько раз подвергался репрессиям, а в 1948 году его вместе с женой выслали из деревни отбывать срок наказания. К тому же в осиротевшую семью проникла корь, и младшие братья и сестры Фанзамана друг за другом умерли. Фанзаман остался один. Его отдали в Кузембетьевский детский дом, находящийся в том же районе. Здесь Фанзаман продолжил учебу, начатую еще в родной деревне.
После смерти Сталина родители Фанзамана по амнистии вернулись домой. Забрав сына из детдома, они переехали жить в г. Мензелинск.
В 1957 году Фанзаман окончил среднюю школу и начал работать в районной газете литературным сотрудником. Через год его призвали в армию. Служил на Украине в артиллерийских частях. 
После армии в 1961—1971 годах работал в Мензелинской и Сармановской районных газетах, был редактором газеты «Тан» в Калтасинском районе Башкирии. 
В 1972—1983 годах он жил в Нижнекамске, работал начальником отдела городского Совета народных депутатов, директором парка культуры и аттракционов, редактором многотиражки.
В 1984 году вместе с семьей переехал в Казань. Его пригласили на работу в Татарский радиокомитет, где он около десяти лет вел радиорепортажи. В 1993—1997 годах работал редактором Татарского книжного издательства. С 1998 года Ф. Баттал занимался только литературно-творческой деятельностью.
Ф. Баттал известен широкой общественности как писатель — сатирик и публицист. Его многочисленные сатирические и юмористические рассказы, публицистические статьи на злободневные темы общественной и политической жизни республики снискали ему славу последовательного борца за справедливость и демократию в вопросах национальной политики татарского народа. Он был активным участником национально — освободительного движения девяностых годов в борьбе за суверенитет республики, в своих статьях горячо отстаивал политические права народа на самостоятельное развитие.
Ф. Баттал — автор восьми книг, изданных на татарском языке: «Сакалына ут капса» (1990), «Безнен сурэт» (1993), «Гонах шомлыгы» (1993), «Бака да бата» (1995), «Сигезенче ожмах» (1999), «Юлын белгэн адашмас» (2000), «Сонарган яз» (2001), «Гомерлек мирас» (2005). Пишет также сатирические стихи.
Член Союза писателей Татарстана с 1990 года.
Был редактором сборника «Ак вэ кара» (вступительное слово редактора от 1995 года, книга выпущена в 1998 году).
В 2012 году был удостоен премии имени Гамиля Афзала.